# Laukó Károly
Laukó Károly (Cegléd, 1838. december 18. – Kecskemét, 1906. november 12.) evangélikus lelkész.

## Életútja
Laukó János és Clementis Zsuzsána iparos szülők fiaként született. Tanítója, Tomka Károly unszolására tovább taníttatták szülei és a VI. elemi osztályból 1852-ben Szarvason a gimnázium II. osztályába vették fel. Az V. osztályba Nagykőrösre ment; itt végezte a gimnáziumot és 1858-ban a pesti protestáns egyesült teológiai tanintézet növendékei közé lépett, ahol a teológiát négy évig hallgatta. Ezután nevelő lett Lónyay Menyhért gyermekeinél. Az 1863-65. éveket Lónyay Bélával a berlini, müncheni, jénai és heidelbergi egyetemeken töltötte, ahol teológiai és bölcseleti előadásokat hallgatott. 1865 őszén a pesti evangélikus gimnáziumnál segédtanári állást nyert, 1866 tavaszán pedig a kecskeméti evangélikus egyház megválasztotta papjának és 1866. május 6-án beiktatták. Kecskemét város törvényhatóságáak és közigazgatósági bizottságának tagja, a községi iskolaszék tanügyi bizottságának, a kecskeméti rabsegélyző-egyletnek és a városi óvoda-bizottságának elnöke, az államilag segélyezett polgári- és elemi leányiskola gondnoka, a kaszinónak elnöke volt. 68 éves korában hunyt el. Végrendeletében fakoporsót kért és hogy sírjára szerény emlékművet állítsanak. Könyvtárát özvegye 300 forintért adta el a kecskeméti evangélikus gyülekezetnek.
Cikkei a Protestáns Egyházi és Iskolai Lapban (1877-től) és más egyháziskolai lapokban és folyóiratokban (A hitről és hitetlenségről, Az ellentétes világnézetek, A názáreti Jézus sat.) jelentek meg.

## Munkái
- Schwalb M., A régi és az uj hit a Krisztusban. Ford. Pest, 1870. (melynek előszavában ismerteti a magyarországi protestáns egyletet)
- A magyarországi protestáns egylet Évkönyve. (Az 1876. kecskeméti IV. közgyülés naplója). Budapest, 1876. (M. Protestáns-egylet kiadványa IX.)
- Jézus Kristus a mi gyámintézetünk fundamentuma. 1Kor. III. 11-14. Egyházi beszéd, melyet a magyarhoni e. e. e. gyámintézet XXXII. évi közgyűlése alkalmával Nyiregyházában 1892. szept. 18. elmondott. Kecskemét, 1892.